# Paolo Sassanelli
Paolo Sassanelli, né le 29 octobre 1958 à Bari est un acteur italien.

## Filmographie partielle
- 1995 : Coup de lune (Colpo di luna) d'Alberto Simone : Michele
- 1996 : Terra di mezzo de Matteo Garrone
- 1998 : Ospiti de Matteo Garrone
- 1998 : Matrimoni de Cristina Comencini : Fausto
- 2000 : LaCapaGira de Alessandro Piva : Pasquale
- 2000 : Estate romana de Matteo Garrone : Policier
- 2000 : Tandem de Lucio Pellegrini : Pongo
- 2001 : Senza filtro de Mimmo Raimondi : Nanni
- 2002 : Sotto gli occhi di tutti de Nello Correale : Tommaso
- 2004 : La vita che vorrei de Giuseppe Piccioni
- 2006 : Rouge comme le ciel (Rosso come il cielo) de Cristiano Bortone  : Don Giulio
- 2006 : Nicola, lì dove sorge il sole de Vito Giuseppe Potenza
- 2006 : Ma che ci faccio qui! de Francesco Amato : Tonino
- 2007 : Ciao Stefano (Non pensarci) de Gianni Zanasi : Francesco
- 2007 : Giorni e nuvole de Silvio Soldini : Salviati
- 2008 : Giulia non esce la sera de Giuseppe Piccioni : Bruno
- 2009 : La casa sulle nuvole de Claudio Giovannesi : Franco Vitale
- 2009 : La strategia degli affetti de Dodo Fiori : Paolo
- 2010 : Ubaldo Terzani Horror Show de Gabriele Albanesi : Ubaldo Terzani
- 2010 :  Henry d'Alessandro Piva : Bellucci
- 2010 :  Figli delle stelle de Lucio Pellegrini : Ramon
- 2011 : Questo mondo è per te de Francesco Falaschi : Italo